# Сиверка (деревня)
Сиверка — деревня в России, расположена в Касимовском районе Рязанской области. Входит в состав Шостьинского сельского поселения.

## Географическое положение
Деревня Сиверка расположена примерно в 26 км к югу от центра города Касимова на берегу небольшой одноимённой реки. Ближайшие населённые пункты — деревня Дронино к северу, деревня Гарь к востоку и деревня Кулово к западу.

## История
Деревня Сиверка основана во второй половине XIX века.
В 1905 году деревня входила в состав Шостьинской волости Касимовского уезда и имела 69 дворов при численности населения 563 человека.

## Население
| 1906 | 2010 |
| ---- | ---- |
| 563  | ↘150 |

## Транспорт и связь
Деревня связана с районным центром автомобильной дорогой с регулярным автобусным сообщением.
Деревню Сиверка обслуживает сельское отделение почтовой связи Шостье (индекс 391344).